# İyidere
İyidere (ehemals Aspet) ist eine türkische Küstenstadt am Schwarzen Meer und Hauptort des gleichnamigen Landkreises (İlçe) in der Provinz Rize. Die Stadt liegt ca. 14 km westlich der Provinzhauptstadt Rize. Laut Stadtsiegel wurde der Ort 1953 zur Gemeinde (Belediye) erhoben.
Der Landkreis İyidere grenzt im Osten an den Kreis Derepazarı, im Südosten an den Kreis Kalkandere sowie im Westen an die Provinz  Trabzon. Entlang der Provinzgrenze fließt der gleichnamige Fluss İyidere.
Der Kreis wurde 1990 gebildet. Bis dahin war er ein Bucak im zentralen Landkreis (Merkez) Rize und hatte bei der letzten Volkszählung vor der Gebietsänderung (1985) 13.529 Einwohner (=8,29 % der damaligen Kreisbevölkerung), davon der Bucak-Hauptort (Bucak merkezi) 6771 Einw.
Der Kreis bestand Ende 2018 neben der Kreisstadt aus sieben Dörfern (Köy) mit durchschnittlich 464 Bewohnern. Çiftlik (669) und Yaylacılar (641 Einw.) sind die größten Dörfer. Die Bevölkerungsdichte des Kreises ist mit 321,6 (Einw. je km²) dreieinhalbmal höher als der Provinzdurchschnitt (89,8).